# Кондагаон (округ)
Кондагаон (англ. Kondagaon) — округ в индийском штате Чхаттисгарх. Образован в 24 января 2012 года, путём выделения из округа Бастар. Административный центр — город Кондагаон. Площадь —  км². Население — человек (на 2011 год). 